# 好望角型
海岬型，原本是指那些因为太大所以无法通过苏伊士运河的貨船，当需要穿越大洋时这些船只就必须通过好望角或者合恩角，在港台翻译之中，一般称之为海岬型。

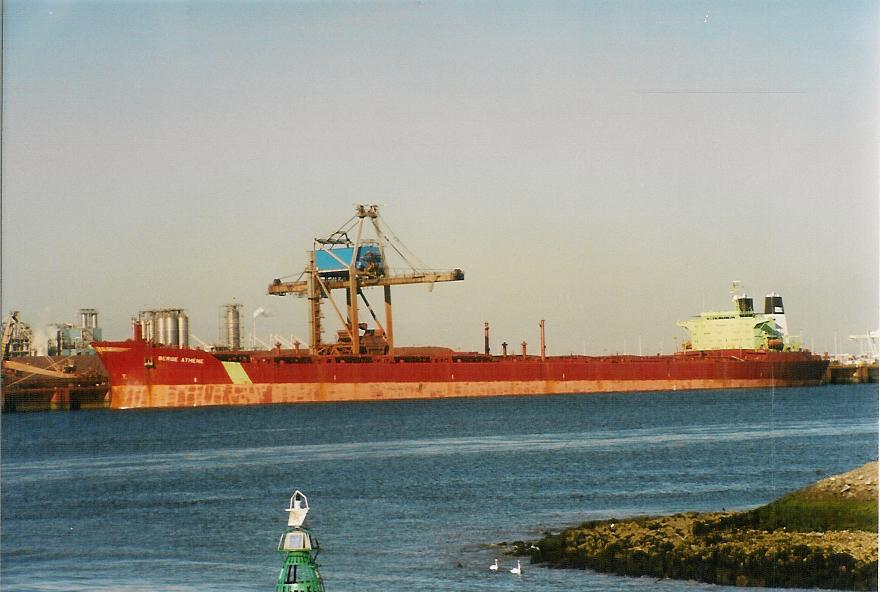
MV Berge Athene，一艘建于1979年，载重225,200吨的好望角型干货船。

## 概况
好望角型并不是一种非常明确的分级，只要太大就可以算進去，一般的好望角型干货船载重为80,000-175,000吨之间，但实际上超过175,000吨的干货船也归为好望角型。
好望角型干货船一般用于运输超大批量的原料，例如煤炭，铁矿石等，目前噸位最大者主要為運輸鐵礦砂所用，最大滿載噸位可達40萬噸；2009年苏伊士运河扩建工程實施前，这些船只从地中海到太平洋必须绕行好望角，原本列入海岬型的貨輪只要符合現在拓寬後的吃水限制就可以通过苏伊士运河，就不再稱海岬型貨輪。
一般来说，“好望角型”更多的被用来描述干货船，和好望角型干货船同样吨位的油轮为巨型油轮（VLCC）或者超巨型油轮（ULCC）。由于这些船只巨大的吨位和体积，所以他们对港口的水深和基础设施要求非常高，能够容纳他们的港口并不多。